# Манастир Плочник
Манастир Плочник припада Епархији нишкој Српске православне цркве. Налази се у селу Плочник, на територији општине Прокупље. Манастир посвећен Светом Николају Жичком и Охридском.

## Историја
Манастир је подигнут на брду недалеко од места чувене битке на Плочнику у Топлици, у којој је српска војска уочи Косовског боја победила Османлије, на имању Борка Мијајловића, потоњег монаха Прокопија, родом из Плочника. У позним годинама он се замонашио у манастиру Сопоћани, а на свом имању је подигао крст поред саме магистрале Ниш—Приштина. Имање је оставио Епархији рашко-призренској, тако да је градња почела 2002. године, и трајала је до 2007.године. Манастир је био метох манастира Црна Река, али је након одласка братства остао празан. У зиму 2013. манастир оживљава по налогу владике нишког Јована и постаје метох манастира Свети Никола.